# Johann Ehrenfried Honigmann
Johann Ehrenfried Honigmann (* 27. März 1775 in Großörner; † 8. Juni 1855 in Altenbochum) war ein deutscher Markscheider und Bergamtsdirektor.

## Leben und Wirken
Der Sohn des Gastwirtes und Mühlenbesitzers Johann Ehrenfried Honigmann (1749–1809) und der Maria Magdalena Damroth (1749–1807) war der Erste in seiner Familie, welcher eine führende Rolle im Bergbau anstrebte und damit einen Familienzweig begründete, der über mehr als vier Generationen hinweg zahlreiche Bergmeister, Grubenbesitzer und Bergingenieure hervorbrachte.
Honigmann begann eine Lehre auf einer Zeche in der Grafschaft Mansfeld und erhielt Unterricht in Markscheide- und Bergwesen. Nach weiteren Lehrjahren am „Tecklenburg-Lingenschen Bergamt“ wurde er im Jahre 1801 als Markscheidegehilfe sowie zwei Jahre später als Markscheider beim Oberbergamt in Wetter an der Ruhr übernommen.
Im Jahre 1814 folgte seine Berufung und eine damit verbundene Beförderung zum Obergeschworenen und nur ein Jahr später zum Bergmeister an das Märkische Bergamt in Bochum, womit ihm zugleich die Betriebsführung der westfälischen Zechen übertragen wurde. Mit der Ernennung zum Direktor dieses Bergamtes und seiner Beförderung zum Oberbergrat erreichte er den Höhepunkt seiner Laufbahn. In dieser Position wurde Honigmann am 1. Oktober 1846 pensioniert.
Bereits in seinen Assistentenjahren war Honigmann unter Johann Friedrich Niemeyer (1759–1814) maßgeblich an der Erstellung neuer Grubenbilder und Flözkarten für die Grafschaft Mark beteiligt. Später, im Jahre 1826, veröffentlichte er weiteres topographisches und geognostisches Kartenmaterial sowohl für den märkischen als auch für den Essen-Werdener Bergbau, welches trotz der noch spärlichen Erkenntnisse die Hauptfaltungsformen des Steinkohlengebirges im Ruhrgebiet äußerst exakt wiedergab. Dies kam unter anderem auch seinem jüngeren Bruder Ernst Honigmann (1789–1849) zugute, der zu der Zeit als Berggeschworener beim Bergamt in Essen Versuchsbohrungen für Franz Haniel und Mathias Stinnes leitete.
Weiterhin beschäftigte sich Honigmann während seiner Amtszeit mit der Ausbildung der jungen Bergleute. Darüber hinaus war er nebenberuflich länger als 25 Jahre persönlicher Berater des ehemaligen Präfekten des Ruhrdepartements und Landesdirektors Gisbert von Romberg, den er bei der Verwaltung seines umfangreichen Bergbaubesitzes unterstützte.

## Familie
Johann Ehrenfried Honigmann war verheiratet mit Helene Wilhelmine, geborene Bohnstedt (1783–1859) und hatte mit ihr sechs Töchter und drei Söhne, darunter:
- Eduard Honigmann (1809–1886), Bergmeister und Markscheider, machte sich ebenso wie später sein Sohn Friedrich Honigmann (1841–1913) um die Erforschung des Aachener Reviers und des Wurmreviers verdient. Bergwerksbesitzer der Königsgrube in Würselen, der Grube Maria in Alsdorf-Hoengen sowie der Grube Nordstern in Merkstein.
- Ernst Honigmann (1816–1862), Bergmeister in St. Johann/Saarbrücken
- Ludwig Honigmann (1822–1898), Bergmeister im Bergamt Saarbrücken, seit 1858 ebenfalls im Aachener Revier tätig. Im Jahre 1879 zum Bergrat ernannt, machte er sich verdient um die Aachener Bergschule sowie um die Weiterentwicklung eines belgischen Druckluftverfahrens, welches unerwartete Wasserzuflüsse beim Abteufen der Schächte zurückhalten sollte. Seine Tochter Marie (* 1851) heiratete ihren Vetter Moritz Honigmann (1844–1918), einen weiteren Sohn seines Bruders Eduard.